# Charles Chaput
Charles Joseph Chaput OFMCap. (ur. 26 września 1944 w Concordii) – amerykański duchowny katolicki, prałat, w latach 2011–2020 arcybiskup Filadelfii, wcześniej arcybiskup Denver w latach 1997–2011, wcześniej biskup Rapid City od 1988 do 1997 roku, kapucyn.

## Życiorys
Charles Chaput urodził się w mieście Concordia, w amerykańskim stanie Kansas jako syn Josepha Chaput i Marian Helen z domu DeMarais. Jego ojciec był francuskim Kanadyjczykiem, wywodzącym się według rodzinnej legendy od króla Ludwika IX. Matka była rdzenną Amerykanką z plemienia Potawatomi. Babka od strony matki, jako ostatni członek rodziny żyła w indiańskim rezerwacie, co spowodowało, że Charles od najmłodszych lat związany był z życiem plemiennym. Sam uczęszczał do szkoły Matki Boskiej Nieustającej Pomocy w Concordii, a później do szkoły wyższej św. Franciszka w Victorii.
Chaput początkowo chciał zostać księdzem diecezjalnym. Po przeczytaniu biografii świętego Franciszka z Asyżu zdecydował się wstąpić do Zakonu Braci Mniejszych Kapucynów. Wybrał klasztor w Pittsburghu, gdzie wstąpił w 1965 roku. Następnie studiował w St. Fidelis Collage, gdzie uzyskał licencjat z filozofii w 1967 roku. 14 lipca 1968 roku złożył uroczystą profesję. Jednocześnie studiował psychologię na Katolickim Uniwersytecie Ameryki, którą ukończył w 1969 roku. Rok później uzyskał tytuł magistra religii.
Chaput został wyświęcony na kapłana przez biskupa Cyryla Vogela 29 sierpnia 1970 roku. Rok później otrzymał tytuł magistra filozofii na Uniwersytecie w San Francisco. Od 1971 do 1974 roku był nauczycielem teologii i dyrektorem duchowym swojej macierzystej uczelni St. Fidelis Collage. Następnie, do roku 1977 posługiwał jako sekretarz wykonawczy i dyrektor do spraw komunikacji w prowincji Kapucynów w Pittsburgh. Został następnie proboszczem kościoła Świętego Krzyża w Thornton. Równocześnie był wikariuszem środkowoamerykańskiej prowincji kapucynów. W 1980 roku zostaje wybrany sekretarzem i skarbnikiem prowincji, a w 1983 jej dyrektorem naczelnym i ministrem. Był w grupie rdzennych Amerykanów, którzy powitali papieża Jana Pawła II, gdy ten przybył do Phoenix podczas swojej pielgrzymki do Stanów Zjednoczonych w 1987 roku.
11 kwietnia 1988 roku Chaput został mianowany biskupem Rapid City przez Jana Pawła II. Sakrę biskupią otrzymał 26 lipca następnego roku z rąk arcybiskupa Pio Laghiego, arcybiskupa Johna Roacha, a także arcybiskupa (późniejszego kardynała) Jamesa Stafforda – służącego jako współkonsekrator. Tym samym stał się drugim amerykańskim biskupem spośród rdzennych Amerykanów obok Donalda Pelotte’a, pierwszym biskupem powołany jako biskup diecezjalny, a nie pomocniczy lub tytularny. Jego motto biskupie to: As Christ Loved the Church (Ef 5,25).
18 marca 1997 bp Chaput został mianowany arcybiskupem Denver, gdyż dotychczas zajmujący to stanowisko arcybiskup James Stafford został wybrany przewodniczącym Papieskiej Rady ds. Świeckich w Kurii Rzymskiej. 8 lipca 2009 roku Charles Chaput został wybrany przez papieża wizytatorem w zakonie „Legion Chrystusa” w Stanach Zjednoczonych i Kanadzie.
9 maja 2007 roku, w wieku 96 lat zmarła jego matka. Chaput przewodniczył mszy pogrzebowej.
19 lipca 2011 zastąpił kardynała Justina Rigaliego na stanowisku arcybiskupa Filadelfii. 8 września 2011 odbył się uroczysty ingres do katedry w Filadelfii.
23 stycznia 2020 przeszedł na emeryturę.

## Kontrowersje
Arcybiskup Chaput wypowiada się regularnie na kontrowersyjne tematy, nierzadko stojąc w opozycji do stanowiska Konferencji Biskupów Katolickich Stanów Zjednoczonych. Krytykował pozytywną recenzję tamtejszego Episkopatu o filmie Złoty kompas. Wezwał katolickich polityków, stojących w opozycji do niektórych nauk Kościoła, do dobrowolnego wstrzymania się od przyjmowania komunii. W wywiadzie dla „The New York Times” z 2004 roku, Chaput stwierdził, że katolicy głosujący na demokratę Johna Kerry’ego są współpracownikami zła i natychmiast powinni udać się do spowiedzi. Dodatkowo w jego ocenie niektóre wypowiedzi dla NYT zostały przedstawiony przez pracowników gazety w złym świetle, co zaowocowały bojkotem wydawnictwa. Był przez to postrzegany jako jeden z tych biskupów, próbujących wpłynąć na wyniki wyborów, a jego poglądy miały prowadzić do upolitycznienia teologii moralnej. Chaput skrytykował również Baracka Obamę mówiąc, że w demokracji należy wybrać urzędników, nie mesjasza. Twierdził, że Obama maskuje swój udział w rozprzestrzenianiu się aborcji, mówiąc o jedności, nadziei i zmianach. Według niego, prezydent otrzymał uprawnienia do poprawy kryzysu gospodarczego, a nie do zmiany kultury amerykańskiej w kwestiach małżeństwa i rodziny, seksualności, bioetyki, religii w życiu publicznym czy aborcji. W swej książce Render Unto Caesar: Serving the Nation by Living Our Catholic Beliefs in Political Life Chaput zachęca obywateli katolickich do aktywnego podjęcia działań w życiu publicznym.